# Coronación canónica

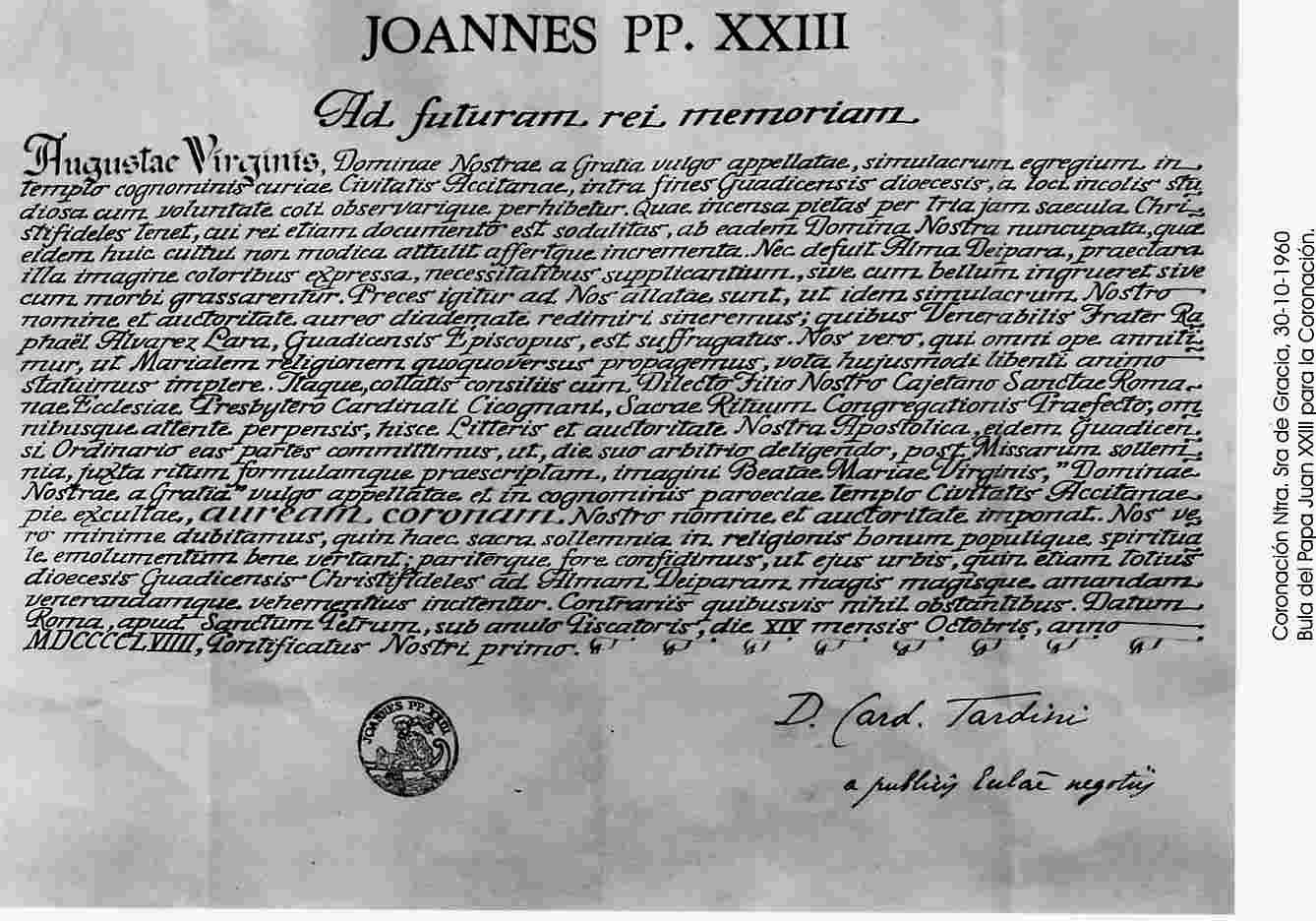
Bula de Papa Juan XXIII para la coronación pontificia de la Santísima Virgen de Gracia de Guadix

La coronación canónica es uno de los ritos litúrgicos católicos, instituido en el siglo XVII e incorporado en el siglo XIX a la liturgia romana, usado para resaltar la devoción por una advocación mariana y consiste en la imposición de una corona o coronas al icono o imagen escogida.
El origen de este rito se sitúa en el siglo XVI, cuando los hermanos capuchinos, como culminación de sus misiones evangelizadoras, recogían joyas como símbolo de conversión y desprendimiento que fundían para confeccionar con ellas una corona para la Virgen.
Don Alejandro Sforza, Conde Borgonovo (n. 1636), dispuso en su testamento que buena parte de sus bienes fueran a parar a la Reverenda Fábrica de San Pedro de la ciudad de Roma para que se promoviera la coronación de las imágenes de María Santísima más veneradas de todo el mundo. La primera fue la Madonna de la Febbre del Vaticano, en 1631. Hasta el siglo XIX las coronaciones fueron fundamentalmente en Italia (en Roma hay más de 300). La inclusión del rito de la Coronación Canónica en el Pontifical Romano en 1897, hizo que el rito se extendiera a todo el mundo católico.

## Tipos
Según la instancia o autoridad eclesiástica concedente, la coronación canónica puede ser:
- Pontificia: concedida por el pontífice.
- Diocesana: concedida por un obispo de diócesis. Inicialmente el obispo solo tenía la iniciativa, declarando la coronación el Capítulo de San Pedro. Juan Pablo II agilizó el trámite otorgando la competencia al Ordinario de Lugar.

Tendríamos que señalar aquí que en numerosas ocasiones, se ha denominado como "litúrgica" aquella que sin decreto alguno de la correspondiente autoridad eclesiástica, efectúa cualquier sacerdote, imponiendo una corona sobre una imagen de la Santísima Virgen. Si por "Liturgia" entendemos el conjunto de ritos, celebraciones y acciones sagradas que la Santa Iglesia realiza para unirse al misterio redentor de Cristo y ofrecer la salvación obtenida por Nuestro Señor a quienes participan de los mismos; y que a tal fin la Iglesia establece una serie de normas necesarias para que tales cultos y ceremonias de desarrollen conforme a lo que la tradición y la fe eclesial tienen establecido; el adjetivo calificativo "litúrgico" (o "litúrgica") solo se puede aplicar a lo que tiene dispuesto la Sagrada Liturgia.
Dado que la misma, y desde 1981 (sustituyendo al anterior ceremonial de Coronación de una imagen de Nuestra Señora), tiene establecido un "Ritual de la Coronación de una imagen de Santa María"; y que en él se establece que "corresponde al Obispo Diocesano la conveniencia de coronar aquellas imágenes de Nuestra Señora cuyos templos donde se veneran sean lugar de culto y de una vivencia litúrgica por parte de los fieles...", y se dan las pautas y normas a seguir; solo son "litúrgicas" las Coronaciones que se atienen a éstas normativas y son refrendadas por el obispo de la diócesis respectiva (o en su caso por el sumo pontífice o por la "Congregación para el Culto divino"; y no las "Coronaciones piadosas" que puedan realizar cualquier clérigo ordenado o aquellas que realizan periódicamente Órdenes o Congregaciones religiosas (recordemos por ejemplo la que hace la Orden Servita al concluir la Vigilia Pascual "coronando" la imagen de Nuestra Señora) u otras asociaciones piadosas de fieles.
Con respecto a las "convalidaciones" como "canónicas" de piadosas imposiciones de coronas a imágenes de la Virgen, las normativas establecidas en el mencionado "Ritual de la Coronación de una imagen de Santa María"; no contemplan en absoluto ésta forma, ni ninguna otra normativa establecida por la "Congregación para el Culto Divino", que es quien tiene potestad para señalar e indicar o disponer, todo lo referente a la Sagrada Liturgia de la Iglesia.

## Significado
Con este rito se resalta el carácter regio asignado por la doctrina católica a María como madre de Jesucristo, "Hijo de Dios" y "Rey mesiánico", con fundamento teológico desde el Concilio de Éfeso.

## Requisitos
- Antigüedad no menor de 50 años (Se entiende que posea valor artístico y cuya historia se encuentre debidamente documentada)
- Gozar de probada devoción (desde sus inicios hasta su estado actual).
- Comprobación de los favores concedidos por dicha imagen y la irradiación de su culto.

## Coronación canónica en España

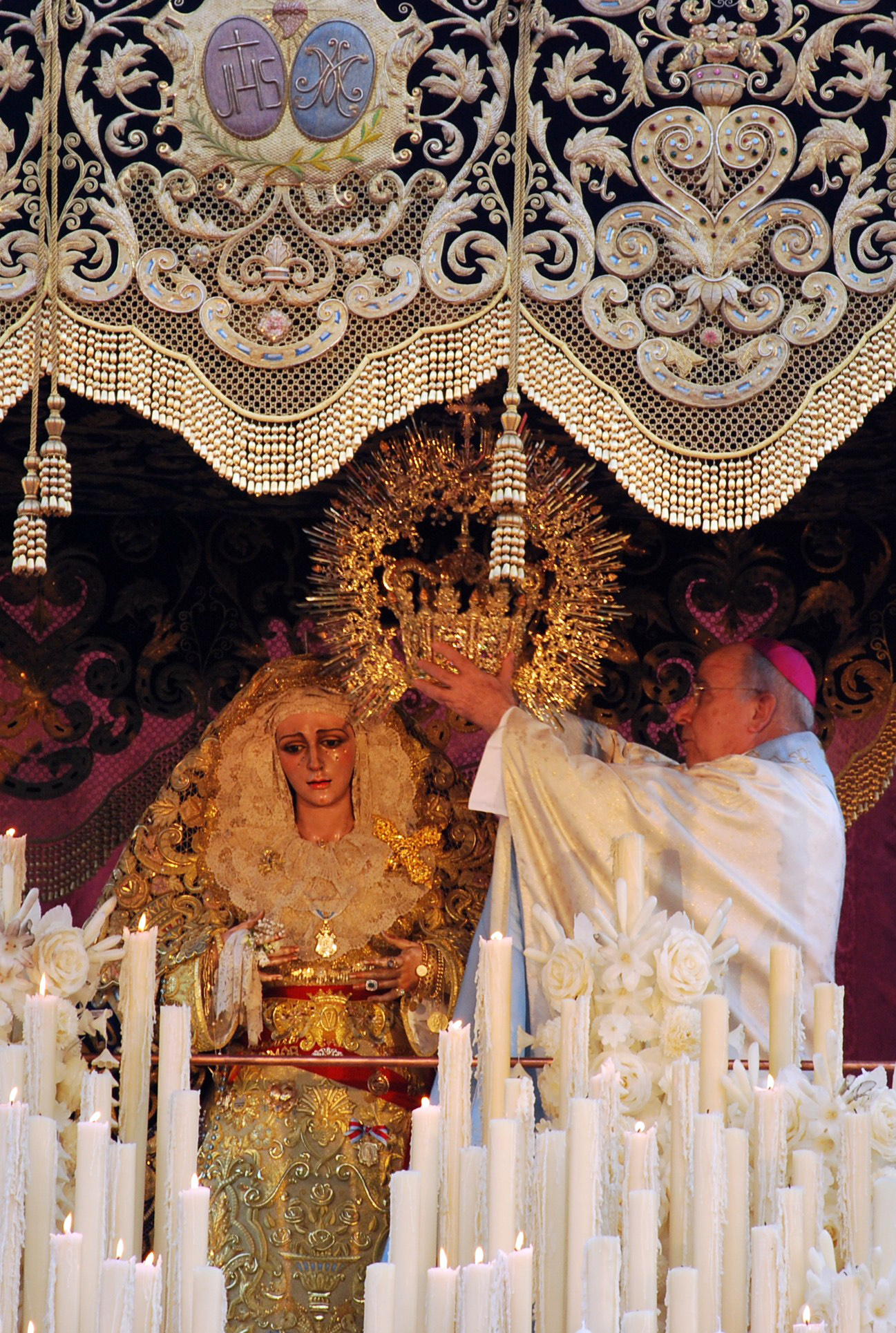
La coronación canónica de la Santísima Virgen de la Victoria de Huelva el 5 de mayo de 2012, por Monseñor Reverendísimo José Vilaplana Blasco, obispo de Huelva

En España una de las primeras imágenes marianas coronadas fue la de Nuestra Señora de la Veruela, Patrona del Moncayo, Vera de Moncayo (Zaragoza), el 31 de julio de 1881 actuando de celebrante el obispo de Hipsópolis. También fue de las primeras imágenes coronadas la Patrona de las Islas Canarias, Nuestra Señora de la Candelaria, la cual fue coronada canónicamente el 13 de octubre de 1889 por el obispo de Tenerife, Don Ramón Torrijos, gracias a una Bula del Papa León XIII en la que se le otorgaba tal privilegio. La imagen de la Virgen de Gracia de Caudete fue coronada canónicamente en septiembre de 1907 por concesión de San Pío X. 
La Virgen de la Cabeza, de Andújar (Jaén) fue Conorada Canónicamente por primera vez en 1909. Esta ha sido coronada tres veces, en el año ya dicho, en 1960 y en 2009 como motivo del 1.er Centenario de su primera Coronación Canónica, es la única devoción con el distintivo de la Rosa de Oro, otorgada por el Papa Benedictino XVI, y es a su vez la primera Romería de España. 
La Virgen de Guadalupe (Cáceres, España) fue coronada canónicamente el 12 de octubre de 1928 como "Reina de la Hispanidad" ("Hispaniarum Regina") por el primado de España en presencia del rey Alfonso XIII.
La primera y única coronación canónica en España oficiada por un papa fue la de Nuestra Señora de los Milagros, patrona de Palos de la Frontera (Huelva), en el monasterio de La Rábida por Juan Pablo II el 14 de junio de 1993.
Imágenes coronadas por un Primado de España son la Virgen de los Reyes, patrona principal de Sevilla y su Archidiócesis, en la catedral de Sevilla por el Cardenal Ciriaco María Sancha, Arzobispo de Toledo y Primado de España en 1904, la Virgen de Covadonga, Patrona de Asturias, Cueva de Covadonga, Cangas de Onís (Asturias), por Victoriano Guisasola en presencia de las Reyes D. Alfonso XIII y D' Victoria Eugenia en 1918, la Virgen de la Montaña (Patrona de Cáceres) por el Cardenal Primado Mons. Enrique Reig bendijo e impuso la corona en 1924, la Virgen del Camino, Patrona de la Región Leonesa, por el Cardenal Pedro Segura, Arzobispo de Toledo y Primado de España, en presencia del Príncipe D. Jaime de Borbón (hijo de Alfonso XIII) el 19 de octubre de 1930; la Inmaculada Concepción de Villalpando (Zamora), coronada el 13 de junio de 1954 como patrona de la Villa y Tierra de Villalpando por el nuncio Hildebrando Antoniutti; la Virgen del Monte patrona de Bolaños de Calatrava (Ciudad Real) coronada por el Nuncio de su Santidad Monseñor Antonio Riberi el 22 de mayo de 1966,la Virgen de los Mártires(Patrona de Montiel) fue coronada el 8 de mayo de 1968 en [Montiel](Ciudad Real). Nuestra Señora de la Soledad del Fuego, patrona del pueblo pacense de Baterno, perteneciente a la Archidiócesis de Toledo, con bula pontificia en 1993 de manos del Cardenal Don Marcelo González Martín.Nuestra Señora de las Angustias, Valladolid, en 2009, Virgen de la Muela, patrona de Corral de Almaguer (Toledo) el 18 de mayo de 2013 y la Virgen de la Antigua, Mora (Toledo),en 2013; estas tres últimas coronadas por Braulio Rodríguez, en 2014 Nuestra Madre de las Angustias de Zamora por el obispo de la diócesis Gregorio Martínez Sacristan. También debe destacarse la Coronación Canónica de Ntra. Sra. la Virgen de la Capilla, Patrona y Alcaldesa Mayor de Jaén, el 11 de junio de 1930 coincidiendo así con el 500 aniversario de la aparición de la imagen en la ciudad y siendo la primera imagen mariana de la ciudad en ser coronada. Nuestra Señora Virgen del Prado, en Casar de Cáceres (Cáceres) fue coronada canónicamente el 15 de agosto de 1988 por el Excmo. y Rvdmo. Sr. Obispo de Coria-Cáceres don Jesús Domínguez, el promotor de la idea fue el párroco don Esteban Durán. El 14 de agosto de 2022 tiene lugar, en la Catedral de Cádiz, la coronación canónica de la Virgen de las Penas, perteneciente a la Archicofradía de la Palma de la capital, cuyo acto es oficiado por el obispo Rafael Zornoza Boy.
En León, el sábado 7 de octubre de 2023, Nuestra Señora del Mercado, la Antigua del Camino, fue coronada Canónicamente en la Catedral de León, presidido por el obispo Luis Ángel de las Heras y donde también estuvo el obispo emérito Julián López. La Señora del Mercado se suma a la Virgen del Camino, coronada canónicamente en 1930, como las dos representaciones marianas coronadas canónicamente en la diócesis de León, y se convierte así en la quinta en la provincia de León, junto con Nuestra Señora de Fombasallá en Villafranca del Bierzo, la Virgen de la Soledad y la Virgen de La Encina, de Ponferrada, y la Virgen del Castro en Castrotierra de la Valdeuerna.